# Vierge en gloire avec quatre saints
La Vierge en gloire avec quatre saints (dite, en italien, Pala di Poppi) est une peinture à l'huile sur bois d'Andrea del Sarto, réalisée vers 1530, qui mesure 205 sur 309 cm. Elle est conservée à la galerie Palatine du Palazzo Pitti à Florence.

## Histoire
Œuvre réalisée pour l'abbaye vallombrosaine de  Poppi et dédiée au saint Fidèle de Côme, elle demeure une des dernières œuvres du peintre avant sa mort en 1530 et dont le paiement fut versé à sa veuve en 1531. Les finitions, terminées par  Vincenzo Bonilli dit Morgante, empêcheront une attribution certaine jusqu'en 1986, date de la restauration ayant mis au jour les repeints de Bonilli.
Ferdinand  II  Lorraine l'acquiert en 1818 et elle entre ainsi dans la galerie Palatine.

## Sujet iconographique
Le tableau comporte deux registres  complémentaires : le céleste et le terrestre.
- Le céleste avec la Vierge en « gloire » soit une représentation de l'iconographie chrétienne montrant des rayons ou une luminosité émanant du  ciel ouvert, enveloppant des personnes divines, des anges ou des bienheureux.

- Le terrestre avec des figures saintes : ici quatre saints reconnaissables à leurs attributs (de leur qualité ecclésiastique ou de leur  martyre) souvent appartenant à l'ordre destinataire de l'œuvre peinte.

## Description
La Vierge auréolée de gloire figure en haut de la composition, entourée d'angelots, ceux du haut en putto la priant, les latéraux agenouillés tenant des phylactères.
Le fond du paysage aperçu dans le milieu du tableau affiche un paysage rude et rocheux du Casentino, lieu des abbayes de l'ordre. 
Les quatre saints sont placés en bas, en demi-cercle (les deux des extrémités debout, les deux du centre agenouillés).
On reconnaît de gauche à droite : Bernardo degli Uberti évêque puis cardinal issu des Vallombrosains consultant le livre ; le soldat romain Fidèle de Côme, titulaire du lieu d'exposition de la peinture ; Catherine d'Alexandrie, avec la roue de son martyre ; Jean Gualbert, fondateur de l'ordre, tenant son bâton caractéristique à deux têtes symbolisant la simonie et  le nicolaïsme qu'il combattait.
La date figurant en cartellino sur la roue de sainte Catherine  s'avère fausse et due  à un repeint de Bonilli.